# Contea di Sinoe
La contea di Sinoe è una delle 15 contee della Liberia. Il capoluogo è Greenville.
L'istituzione della contea risale al 1838: Sinoe è infatti, assieme a Grand Bassa e Montserrado, una delle tre contee che originariamente formavano la Liberia.

## Geografia antropica

### Suddivisioni amministrative
La contea è divisa in 17 distretti:
- Bodae
- Bokon
- Butaw
- Dugbe River
- Greenville
- Jaedae
- Jaedepo
- Juarzon
- Kpayan
- Kulu Shaw Boe
- Plahn Nyarn
- Pynes Town
- Sanquin 1
- Sanquin 2
- Sanquin 3
- Seekon
- Wedjah